# Henri Bessière
Pour les articles homonymes, voir Bessière.
Cet article court présente un sujet plus développé dans : F. Richard-Bessière.
Henri Bessière, né le 20 août 1923 à Béziers et mort le 23 décembre 2011 dans la même ville, est un imprésario et écrivain français, auteur, avec François Richard, de nombreux romans publiés aux éditions du Fleuve noir sous les pseudonymes collectifs F. Richard-Bessière et F.-H. Ribes.